# Anomaloglossus breweri
Anomaloglossus breweri es una especie de anfibio anuro de la familia Aromobatidae. Esta especie fue descubierta por un grupo de científicos mientras exploraban el inaccesible y remoto tepuy Aprada al sur de Venezuela. La rana está llamada en honor a su identificador, Charles Brewer-Carías.
Los científicos distinguieron A. breweri de especies similares por su particular patrón de piel, con ausencia de franjas en los dedos, las características de su lengua, y la coloración amarilla y naranja en su parte inferior.
Es una rana de movimientos rápidos que vive cerca de quebradas y en pozass tranquilas a lo largo de torrentes que fluyen por las vías inclinadas de las cuevas del tepuy.